# Răscoala
Răscoala es una película dramática rumana de 1965 dirigida por Mircea Mureșan. Mureșan ganó el premio a la Mejor ópera prima en el Festival de Cine de Cannes de 1966. Fue la primera película rumana que se presentó al Premio de la Academia a la Mejor Película en Lengua Extranjera. Sin embargo, no fue nominado.

## Reparto
- Matei Alexandru como Serafim Mogoș
- Ión Besoiu como Grigore Iuga
- Adriana Bogdan como Nadina
- Emil Botta como Anton Nebunul
- Ilarion Ciobanu como Petre Petre
- Constantin Codrescu como Baloleanu
- Gheorghe Cozorici como profesor Dragoș
- Ernest Maftei como Stan Marin
- Ștefan Mihăilescu-Brăila como Lupu Chirițoiu
- Draga Olteanu-Matei como El amigo de Nadina
- Amza Pellea como El comandante militar
- Valentin Plătăreanu
- Colea Răutu como Cosma Butuc
- Nicolae Secăreanu como Miron Iuga
- Sandu Sticlaru como sergeant Boiangiu